# AFK Atlantic Lázně Bohdaneč
Atletický fotbalový klub (AFK) Atlantic Lázně Bohdaneč – czeski klub piłkarski z siedzibą w mieście Lázně Bohdaneč, działający w latach 1918–2000.

## Historia
Klub został założony w 1918 jako AFK Lázně Bohdaneč. W sezonie 1995/1996 klub wywalczył historyczny awans z trzeciej do drugiej ligi. W sezonie 1996/1997 zajął 2. miejsce w drugiej lidze za Duklą Praga, dzięki czemu po raz pierwszy i jedyny w swojej historii awansował do pierwszej ligi. W swoim jedynym sezonie w pierwszej lidze klub zajął ostatnie miejsce zdobywając 11 punktów i wygrywając 2 spotkania. Po sezonie 1999/2000 klub został rozwiązany i wchłonięty przez Slovana Pardubice.

## Historyczne nazwy
- 1918 – AFK Lázně Bohdaneč (Atletický fotbalový klub Lázně Bohdaneč)
- 1948 – Sokol Lázně Bohdaneč
- 1994 – AFK Atlantic Lázně Bohdaneč (Atletický fotbalový klub Atlantic Lázně Bohdaneč)
- 2000 – wchłonięty przez Slovana Pardubice

## Sukcesy
- II liga

wicemistrz 1996/1997

## Historia występów w pierwszej lidze
| Sezon     | Pozycja      | M  | Pkt. | Z | R | P  | GZ | GS |
| --------- | ------------ | -- | ---- | - | - | -- | -- | -- |
| 1996/1997 | 16. (spadek) | 30 | 11   | 2 | 5 | 23 | 18 | 61 |

## Reprezentanci kraju grający w klubie
- Marek Heinz
- Petr Kostelník
- Luboš Kubík
- Marek Kulič